# モンスターハンターワイルズ
『モンスターハンターワイルズ』（英: Monster Hunter Wilds）は、カプコンより2025年2月28日に発売されたゲームソフト。「モンスターハンターシリーズ」の一作。略称は『モンハンワイルズ』、『MHWs』。対応プラットフォームはPlayStation 5・Xbox Series X/S・Steam (PC)。

## 概要
2023年12月8日に行われたThe Game Awards 2023で発表された。
本作ではプレイヤーは、未踏の土地である「禁足地」の調査を任された調査隊の一員として、この地でハンティングを行う。本作の特徴として、フィールド上のモンスターはすべてが意思を持って行動し、フィールドの自然環境がリアルタイムに変化することで、それまでのシリーズからさらに進化した圧倒的な没入感を表現している。
また、本作には「蜘蛛恐怖症対策モード」が用意されており、これを適用することで一部の小型モンスターや環境生物をスライムとして表示することができる。

## ゲームシステム
フィールド
『モンスターハンター：ワールド』（以下：『ワールド』）や『モンスターハンターライズ』と同様にフィールド内のエリアロードは無く、更に今作では拠点となる村からロード無しでシームレスに移動することが可能となっている。高低差に富んだ広大なマップが広がっており、後述するセクレトに乗って移動する。フィールド上のあちこちには「簡易キャンプ」を設置できる「候補地」があり、設置することでファストトラベルが可能となる。

セクレト
二足歩行の羽毛恐竜の様な姿をした生物で、高い機動力と脚力を持ち、ハンターの移動をサポートする乗用動物として使われている。高台から飛び下りる際に翼を広げて滑空することができ、騎乗しながらの攻撃やスリンガーや一部のアイテムも使用可能。

スリンガー
『ワールド』から登場しているハンターの標準装備品で、フィールドで手に入る小石や木の実を発射できる。更に今作ではフック付きワイヤーを発射する「フックスリンガー」が追加され、離れたところにあるアイテムを回収したり、フィールド上のギミックを作動させたりできる。

集中モード
本作から追加された新アクションで、攻撃やガードの狙いを定めることができる。集中モード中は攻撃やガードをカメラ正面方向に向かって行うほか、“傷口”や、露出した“弱点”が強調表示され、狙いやすくなる。
集中弱点攻撃
集中モード時に“傷口“や“弱点“を狙うことで大きなダメージを与える特殊な派生攻撃。傷口にヒットさせると一度で傷口破壊を起こし、モンスターに大ダメージを与えてひるませる。

## 登場人物

### 鳥の隊
ハンター
声 - 比嘉良介、ニケライ・ファラナーゼ、江頭宏哉、本田貴子、小松昌平、加隈亜衣
本作の主人公でプレイヤーキャラクター。禁足地調査隊に任命されたハンター。ギルドの指令により、未踏の地での調査を任される。各地を転々を旅していたようで、周囲には鳥のような人と言われていた。
オトモアイルー
声 - 木野日菜、市来光弘
主人公ハンターのオトモとして調査隊に参加するアイルー。アイルー語のみならず人語もあやつり、狩猟のサポートやコミュニケーションを行う。
アルマ
声 - 松本沙羅
ギルドの窓口として現地でモンスター狩猟の要請や許可、クエストの管理や受付をおこなう「編纂者」。フィールド上でもハンターに随行し、狩猟に役立つ情報提供、クエストや支給品の管理などでサポートする。専門は文化人類学で、考古学にも造詣がある。主人公を禁足地調査隊ハンターに推薦したのも彼女である。気球で禁足地の観測を行っていた時、遭難していたナタを発見した事でストーリーが幕を開ける。遺物収拾が趣味。
ジェマ
声 - 森なな子
調査隊の加工屋。武器防具の生産や加工を担当する。主人公達に帯同し、どこでも持ち込んだ炉で装備を加工してくれる。
ナタ
声 - 島田愛野
調査隊に同行する謎の少年。禁足地で遭難していたところを発見され、1000年に渡り無人と思われていた東の地域に住む人々や里の存在を語った事で調査隊が結成される。出自に関係すると思われる、西では解析不能な未知の成分で出来た不思議なペンダントを持っている。

### ハンターズギルド
ファビウス
声 - 安元洋貴
ハンターズギルドの高職。ナタの保護を受けて、禁足地調査隊を発足、各小隊の編成と任命を行なった編成主幹。かつてランスを使う高名なハンターとして活躍していた。ジェマとは旧知の間柄。調査がひと段落した後、西と東の交流を少しずつ進めるため現地に赴くがそこで新たな異変に対する調査を再び命じる。狂竜症研究の権威でもある。

### 星の隊
オリヴィア
声 - 木下紗華
ハンターズギルドの禁足地調査隊の一員。使用武器はハンマー。元はギルドからの特殊な依頼を請け負ういくつかのチームの一つとして活動していたところ、禁足地調査隊として指名される。任務につく傍ら、サポートハンターとして主人公の要請にも駆けつけてくれる。
アトス
声 - 珠木のぞみ
オリヴィアをサポートするオトモアイルー。長毛種のエリートオトモ。ベースキャンプでも剣の鍛錬を怠らない。
エリック
声 - 斎賀みつき
「星の隊」に所属する編纂者。専門は生物学で、学術院でその名を知らぬ者はいない優秀な学者。しかし調査に夢中になるあまり向こう見ずになりがちで、時に突拍子もない行動を取りオリヴィアにも止められた試しがない。
ヴェルナー
声 - 花輪英司
「星の隊」に所属する加工屋。物理・技術の専門家で、一部の武器にも応用される竜撃砲の原理の開発者でもある。自分の興味のない事にはとことん興味が無く、主人公の事も隊の名前も中々覚えない。ナタのペンダントを始め禁足地の各地に伝わる未知の技術に強い関心を持っている。

## 舞台
禁足地
『4』に登場した同名の土地とは別物。ギルドの拠点から遥か東の方角に位置し、かつてこの地には古代文明が栄えていたが1000年前に滅びて以来文献に僅かに記録が残るのみで、長らく無人の荒野として立ち入りが禁止されていた。その後ギルドは気球によって度々観測を行っていたが、ある事件がきっかけで主人公ら調査隊が派遣されることになる。
隔ての砂原
調査隊が禁足地に足を踏み入れ、最初に調査することになる広大な砂原のフィールド。広大な砂漠のほかに、草原や岩場など特徴の異なる複数のエリアで構成される。この地では異常気象として、雷鳴が轟く「砂嵐」が発生する。
緋の森
隔ての砂原を流れる川を遡った先に広がる、水の豊かな森林のフィールド。川や巨大な湖、滝があり赤い水に満たされた水辺が広がっている。この地では異常気象として、激しい「豪雨」が発生する。
油涌き谷
時期によって地から原油のような油泥が涌き、堆積するフィールド。火山帯であちこちで溶岩が流れる灼熱の地でもある。この地では異常気象として、激しい炎が油泥を燃やす「火走り」が発生する。

## 開発
本作の開発は『ワールド』の大型拡張コンテンツ「アイスボーン」の発売前に始まった。
プロデューサーの辻本良三は、ワイルズは次のスペックの機種でやろうと決めており、これを基準に「できることの最高峰」を目指していくと語った。
本作は全体のコンセプトとして、自然の脅威や豊かさ、さらには人間と自然のかかわりというテーマが据えられた。「群れ」は自然の脅威が起点となって生まれたアイデアであり、最終的には環境の変化を示すための要素のひとつとして導入された。徳田は東京ゲームショウでのインタビューの中で「やはり、ユーザーさんが上手くプレイできるようになってきたときに、どれだけの多くの選択肢を提案できるかという部分が重要だと考えています。」と話している。また、刻々と狩りの環境が変わるため、音声によるサポートが必要だという藤岡の考えから、本作ではオトモアイルーが人間の言葉でしゃべるようになった
『ワールド』では、システムの都合上キャラメイクとプレイ中の画面で落差が出やすくなってしまい、ユーザーからの指摘も相次いだため、本作ではキャラメイクが作りこまれた。
本作はグラフィックの向上により虫の群れを鮮明に描けるようになった分、クモ恐怖症のプレイヤーへの対応が課題となった。大型モンスターのデザインは遊びの根幹にかかわるため変更できないものの、小型のクモ系モンスターなら表現を変えてもよいのではないかということで、一部の小型モンスターや環境生物の姿をスライムに置き換える「蜘蛛恐怖症対策モード」が導入された。スライムにしたのは、さまざまな形に対応でき、嫌悪感を感じないようにするためである。なお、置き換え対象となるモンスターの中に蜘蛛ではないブブラチカが含まれていることについて、徳田はテスターからの意見を踏まえたためだとファミ通とのインタビューの中で語っている。
本作では拠点に戻らず連続でクエストに挑戦できるシステムを採用していた以上、狩りの戦略の幅を広げる必要があったため、2種類の武器をクエストに持ち込めるシステムが導入された。

### モンスターのセッティング・選定
モンスターのセッティングは、プレイヤーが段階を踏んでアクションを学ぶという考えの元で行われ、本作の序盤においてはチャタカブラ、ケマトリス、そしてラバナ・バリナの順で狩っていくため、それぞれの立ち位置を踏まえたうえで制作された。
うちチャタカブラは点での攻撃を主体とし、モンスターの行動を観察し、回避やガードといったアクションを学べるようにした。
ケマトリスはゲーム序盤に登場する都合上、特徴をわかりやすくするため、鶏をモチーフとしたシンプルなデザインとなった。同様の理由に加え、同じく本作を初出とするチャタカブラとの区別化から、ケマトリスは範囲攻撃を使うモンスターとなり、尻尾も長くなった。また、ケマトリスが火を吹くというアイデアは企画当初からあったものの、単に火を吹くだけでは面白くないため、デザイナーからさまざまなアイデアが出された末、やすりのような尻尾を擦って火花を散らして特殊なガスに引火させるという方式が採用された。
ラバラ・バリナは、方向転換や回り込みといったトリッキーな動きを多用し、プレイヤーがカメラ操作を意識するように設計された。また、プレイヤーに空間を意識して立ち位置を考えてもらうため、麻痺効果を持つ綿毛を飛ばすという能力が設定された。
既存モンスターであるババコンガは、ラバナ・バリナの後で戦うことから、アクションとしては遊びやすい形に設計された一方、現在（2024年12月時点）だからこそできる表現を積極的に取り入れる方針が取られた。初出作である『MH2』の時点においてババコンガは手下のコンガを引き連れるという設定はあったものの、『MH2』のようにコンガが容赦なくプレイヤーを襲うとゲームが難しくなりすぎるため、群れの統制を緩くするなど様々な制御を入れた。また、過去作におけるババコンガは食べたキノコの種類に応じてブレスの色が変わるだけだったが、本作では動きそのものに変化がつけられた。
そして、ドシャグマは本作で学んだ基本的なシステムを実践する相手として位置づけられている。ドシャグマ以降に登場するモンスターは、各地域の生態系の頂点に位置付けられており、それぞれの個性に特化している。たとえば緋の森に登場するウズ・トゥナは、ヴェールの部分を水に当てて波を起こすなど、水を用いたパワフルな攻撃を仕掛けてくる。
シリーズおなじみのモンスターの一種であるイャンクックは本作が久方ぶりの登場となった。初心者にとって最初の登竜門という位置づけ故、新作が出るたびにその世界観に合わせて同じ立ち位置のモンスターがでていたため、近年の作品では登場が見送られてきた。シリーズを重ねる中で表現の幅が広まり、アイデアもたまってきたため、本作への登場に至り、「群れ」といった本作のシステムも適用された。また、イャンクックの色調整に際してはとりわけ注意が払われた。

### キャラクター設定
本作は最初から人間を生態系の一つとして描くというコンセプトがあり、ハンター不在の禁足地において、モンスターや人々が環境の変化に対応しているかが細かく設定された。それは異文化を描くことであり、あいさつや食生活といった基本的な部分や、ハンターが乗る生物セクレトなどのセッティングには時間をかけた。
藤岡は、セッティングに苦労したものの、ハンターが異文化に入って交流する様子をきちんと表現できたとメディア合同インタビューの中で述懐している。

### サウンド
舞台である「禁足地」の自然環境の変化を表現するため、本作ではシンセサイザーによる電子的な音楽を積極的に取り入れる方針が取られた。「Game Watch」のアドえもんによると、「シンセサイザーの音自体も本作の為に作成したオリジナルとなり、美しさの中に少しジリジリとしたノイズ音が混じるような、独特の雰囲気の音となっていた。」という。この強弱の調整により、異常気象が起きた時の重圧のような音や、異常気象が収まったときの美しい風景を表現するためのクリアな音の両方が表現できる。
モンスターハンターシリーズにおいては、モンスターが持つ生物的な背景を音で表現するという方針が立てられており、直近の作品である『ワールド』では実際の動物の音声を合成することで、より自然な「生き物としてのリアルな感じ」を出すという方針が取られていた。本作ではさらなる発展として、「生き物としてのリアルな感じ」に違和感を付与する試みが行われ、モンスターの鳴き声を出すための専用の楽器が作られた。

### オープンベータテストの開催
1回目のオープンベータテストは、2024年10月29日～10月31日にPlayStation Plus加入者へ向けて行われたのち、11月1日～11月4日には対象を全プラットフォームに拡大した。
辻本は、体験版の配信ではなくベータテストの開催とした理由の一つとして、皆がフラットな状態でゲームのだいご味を味わえる環境を作りたかったとファミ通とのインタビューの中で語っている。また、クロスプレイなどサーバやネットワーク周りの新施策を行っている以上、社内での技術テストだけでなく、しっかりとユーザーに触ってもらう環境でテストを行うべきだと考えていたと辻本は語っている。
インタビューに同席していたエグゼクティブ・ディレクター兼アートディレクターの藤岡要は、本作では没入感に力を入れていた分、プレイヤーが遊びにくいと感じるのではないかと気にしていた分、大きなエラーが起きることなく、プレイヤーがオープンベータ期間を楽しんでいたことがうれしかったと話している。
その後、「参加できなかった」「もう一回参加したい」という声を受け、2025年2月7日～10日および2月14日～17日にオープンベータテストが行われる予定だったが、2月8日に発生したPlayStation Networkの障害を受け、後半のベータテストの終了日を2月18日に延長した。

## スタッフ
- プロデューサー - 辻本良三[9]
- エグゼクティブ・ディレクター、アートディレクター - 藤岡要[9]
- ディレクター - 徳田優也

## 反響

### 発売前の反響
イャンクックは登場が発表された時点から反響を呼んでおり、群れで現れる様子は職員室にたとえられた。辻本は東京ゲームショウでのインタビューにて、イャンクックのトレーラーに対して好意的な反応が多く寄せられ、実装してよかったと話している。ババコンガも同様に大きな反響を呼び、下品な技の数々がリアルに描写されることに思いを巡らす者もいた。
「蜘蛛恐怖症対策モード」はPlayStation Plus加入者向けベータテストの段階から、ユーザーの間で話題となっていた。「ASCII」のZenonは本作のモンスターの見た目がリアルなため、素のブブラチカが苦手な人がいてもおかしくないが、スライムにしてもこれはこれで若干の気持ち悪さがあったと述べている。
一方、11月のオープンベータでは、主人公が盾を構えた時の顔が険しくなる現象が話題となった。その後、徳田は「武器を構えた際に気張った顔にするつもりだったが、予想以上になってしまった」と語り、製品版では調整する旨を明らかにした。

### 発売後の反響
Game*Sparkによれば2025年6月20日時点で、最近30日のSteam版での評価は「圧倒的に不評」であった。ユーザーレビューで「探索自体の旨味が薄い」、「初期状態のモンスターの種類が少ない」、「モンスターの追加ペースが遅い」ことなどが不満として挙げられているという。

## 評価
IGN JAPANの馬淵寛昭 は本作の基本設計が『モンスターハンター：ワールド』と似ており、ストーリーを楽しみたい人にとっては喜ばしいことであり、初心者でもわかりやすい形でゆったりと世界観に触れられる点を評価している。一方、馬淵は本作はこれまでよりも重厚な物語で、シリーズの中でもとびぬけて物語に引き込まれる点は評価すべきだとしつつも、これまでとの違いに少し戸惑ったと指摘しており、過去作における「サイドミッション」のような息抜きが欲しかったと述べている。
「インサイド」の茶っプリンも、過去作からストーリーが重厚になった点に言及しているほか、主人公がこれまでよりも能動的で一個人としての性格が立っているため、主人公に自己投影しづらくなったとも指摘している。また、茶っプリンは印象的な要素として、『モンスターハンターライズ』で廃止された「ホット・クーラードリンク」が復活したことを挙げており、持参し忘れても採取できる素材で作ったり、環境生物で代用できるのは安心できるとしつつも、飲み直すのはやはりめんどくさいとも述べている。